# بيت جبري
بيت جبري هو دار سكن وواحد من أقدم البيوت الدمشقية، تم بناءه عام 1737م، والبيت بأكمله مزين بالفسيفساء والموزاييك الشرقي التقليدي.لاحقاً تم استثماره تجارياً وتحويله إلى مطعم وعلى الرغم من تحوله إلى مكان عام إلا أن بيت جبري حافظ على أصالة البيوت الدمشقية، والتقسيم المميز لتلك البيوت. ويقع البيت في منطقة دمشق القديمة، شارع مكتب عنبر - جادة الصواف، في قلب مدينة دمشق، سوريا.

## خلفية تاريخية
بني البيت عام 1737م وعرف باسمه الحالي عندما اشتراه «محمد طلعت بن نعمان أغا جبري» (والد الشاعر الدمشقي شفيق جبري) من مالكه الأصلي «درويش أفندي»، وعاشت العائلة في هذا البيت منذ عام 1905م وحتى عام 1977م، حين اضطر قاطنوه لتركه بسبب التقدم في السن الذي منعهم من خدمته ورعايته، وبسبب هجر البيت لسنين عدة أخذ يتصدع وبدأت أجزاؤه تنهار تحت ثقل الإهمال.
ويوماً قرر حفيد عائلة جبري العريقة وأحد ورثة البيت (رائد جبري) بعد شعوره بالحزن على حاله، تحويل البيت إلى مطعم مما سينقذه من الاندثار، فالمطعم سيؤمن المورد اللازم لترميمه وبعد تواصله مع الورثة الباقين الذين تفرقوا في العالم وبذل جهود جبارة ومواجهة عراقيل مادية وأُغلاقه عدة مراتٍ بالشمع الأحمر بسبب شكوى الجوار أبصر المشروع النور.

## معالم البيت
تبلغ مساحة البيت 1200 متر مربع ويضم ما يقارب 23 غرفة، ويمتاز بيت جبري بنموذجيته وتناظره الهندسي الغني، فتتكون القاعة الرئيسية فيه من ثلاث «طرازات» مرتفعة عن أرض الدار نصف متر، وهي تلتقي بفسحة تتوسطها «بحرة» تسمى «الفستقية» وجدران القاعة مزخرفة ب «الأبلق» أو كما يسمى «الأملق» وهو حجر محفور وفق خطوط وأشكال هندسية مرسومة عليه، ومطلية بطينة ملونة معتقة. وعلى الرغم من عمليات الترميم والصيانة الكثيرة، لا يبدو ظاهرا، تأثير هذه العمليات على البيت من ناحية «تراثيته» وعراقته وقدمه اللذين يمتدان إلى نحو ثلاثمائة عام. لكن يمكن القول انّ الزائر لهذا البيت يشعر حقيقة بأنه في مكان يرجع عمره إلى تاريخ بنائه المدوّن على بابه (عام 1737م)، من دون أن يكتشف كثيرا أنّه، أي البيت، تعرّض لهذا الحجم الكبير من الصيانة والترميم.

## المطعم
ليس ثمة ما يدل عليه كمطعم، فلا إعلان ولا سهم ولا أية علامة أخرى ترشدك إليه، وعلى الرغم من ذلك، فمن الصعوبة أحيانا كثيرة أن يحظى الزبون بطاولة شاغرة يجلس عليها، لكثرة ما يؤمّه الزبائن من دمشق وخارجها، والإقبال المتزايد للسياح الأجانب عليه. وكما يزوره المشاهير والعامة، فإنّ بيت جبري أصبح مقصد صنّاع الدراما السورية والعربية أيضا وكاميرات التلفزة العالمية، أنّ العديد من المقابلات الصحفية والتلفزيونية تجرى في بيت جبري، إضافة إلى أنّ مسلسل الفصول الأربعة الشهير تمّ تصوير العديد من مشاهده فيه، وكذلك بعض الأعمال الدرامية والبرامج، وتم توظيف المكان لشيء من الثقافة أيضاً، فهناك قاعة مخصصة للمعارض الفنية، وهناك ندوات ثقافية وأمسيات شعرية وموسيقية.

## وصلات خارجية
- موقعه على النت